# فهرست بلندترین ساختمان‌ها در تبریز

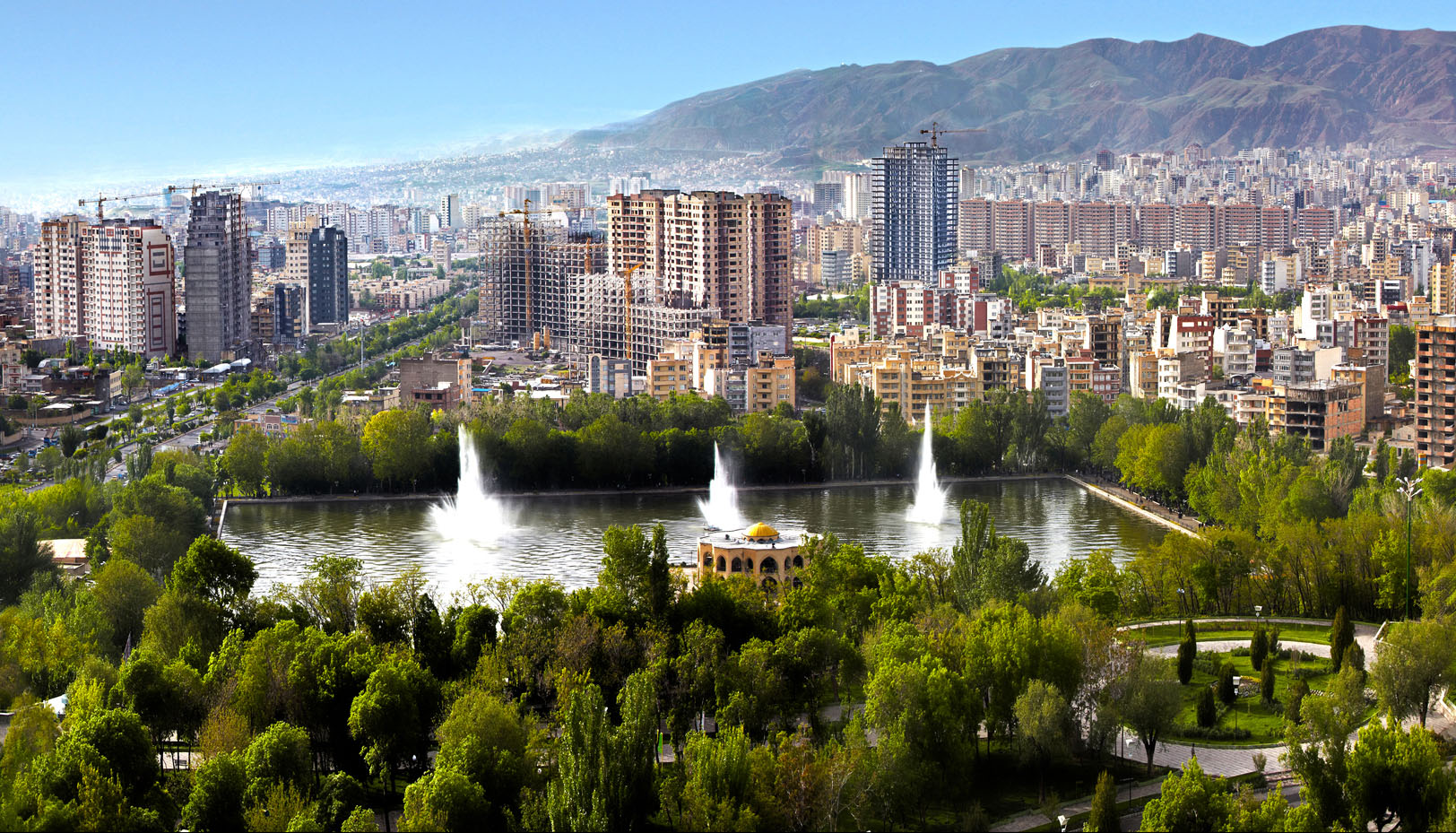
نمایی از تبریز

فهرست ساختمان‌های بلند تبریز به ترتیب ارتفاع. بلندترین ساختمان تبریز برج اداری، خدماتی، گردشگری مرکز تجارت جهانی با ارتفاع ۱۵۲ متر است که مرتفع‌ترین برج اداری، خدماتی کشور و مشرف به تقریباً کل شهر تبریز است.

## فهرست
| ارتفاع (متر) | نام سازه               | تعداد طبقات | تصویر |
| ------------ | ---------------------- | ----------- | ----- |
| 205          | مجتمع آیسان            | 41          |       |
| 152          | مرکز تجارت جهانی تبریز | 38          |       |
| 100          | برج شهران              | 30          |       |
| 85           | برج بلور               | 25          |       |
| 85           | برج آرین               | 23          |       |
| 67           | هتل کایا لاله پارک     | 18          |       |
| 60           | مرکز تجاری اطلس        | 18          |       |
| 55           | هتل پارس ایل‌گلی        | 17          |       |